# Rogeno
Rogeno – miejscowość i gmina we Włoszech, w regionie Lombardia, w prowincji Lecco.
Według danych na rok 2004 gminę zamieszkiwały 2682 osoby, 670,5 os./km².